# Медресе джамия (Бер)
Еминзаде хаджи Ахмед ага джамия или Медресе джамия (на турски: Eminzâde Hadji Ahmed Agha (Madrasah) Camii; на гръцки: Μεντρεσέ Τζαμί) е недействащ средновековен мюсюлмански храм в южномакедонския град Бер (Верия), Гърция.

## Местоположение
Джамията е разположена на пресечките на улиците „Марку Боцари“ и „Апостолу Павлу“.

## История
Джамията няма надпис, но има вакъфнаме от 18 август 1716 г., според което тя е построена от хаджи Ахмед ага, министър на Барутхането. Според гръцки източници е построена в 1850 година с материали от Старата митрополия.
Това е най-голямата и най-добре запазената джамия в града. Има гробище и медресе, построено от Ахмед ага до нея, което и дава и днешното име. Има квадратен план и е покрита с купол с диаметър от 11,5 m.
Медресето е обновено в декември 1882 година от хаджи Шекиб бей от Бер.
Джамията и медресето, които са на ръба на срутването, са реставрирана в 1910 година. По-късно отново са реставрирани.
Днес сградата на медресето, наричана Старото турско училище, е основно училище. Според гръцки източници сградата на медресето изгаря в 1922 година.